# 새치

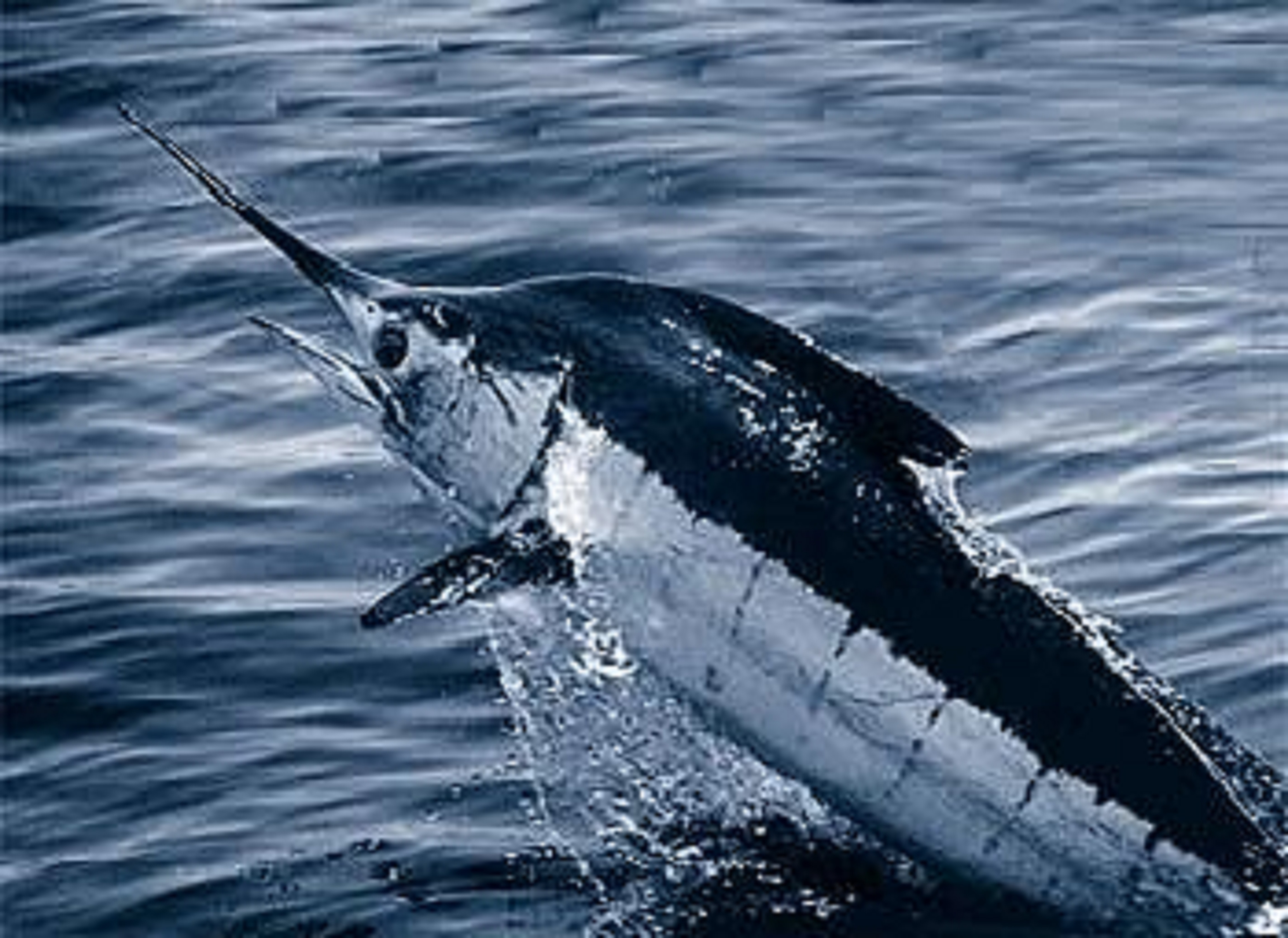
가장 큰 새치인 대서양녹새치는 체중이 820 kg까지 나간다. 국제자연보전연맹은 녹새치를 취약(VU)종으로 분류했다.

새치(billfish)는 매우 두드러진 부리 모양의 주둥이를 가진 대형 포식어들을 가리키는 말이다. 일부 종은 신장이 4 미터를 초과하기도 한다. 돛새치과의 돛새치, 청새치, 녹새치 따위와 황새치과의 유일종인 황새치가 새치류에 속하며, 이들은 모두 돛새치목에 속한다. 새치들은 소형 어류, 갑각류, 두족류를 엄청나게 잡아먹는 최상위 포식자다.
새치들은 원양어이며, 매우 먼 거리를 돌아다니면서 사는 회유어이다. 모든 바다에서 발견되지만, 열대나 아열대 지역의 바다에서 더 자주 발견된다. 단 황새치는 온대지역에서 발견될 때도 있다. 새치들은 마치 펜싱 칼처럼 생긴 주둥이로 먹이들을 베고 찢으며 사냥을 한다. 재수없게 사람의 보트를 찌르는 경우도 있으나, 찌르기는 주둥이의 주된 사용법이 아닌 것으로 생각된다. 새치류는 낚시꾼들에게 매우 인기가 좋은 어종이기도 하다.